# Еврейское общество поощрения изящных искусств
Еврейское общество поощрения изящных искусств (Jidiszer Gezelszaft cu Farszprajnt Kunst, пол. Żydowskie Towarzystwo Krzewienia Sztuk Pięknych, ŻTKSP) — культурно-общественная еврейская организация, действовавшая в Польше с 1923 по 1949 год. Общество сыграло значительную роль в формировании еврейского творческого сообщества в довоенной Польше

## История
Еврейское общество поощрения изящных искусств было создано в 1923 году еврейскими художниками, артистами, искусствоведами и меценатами. Основной задачей организации было содействие развитие искусства в еврейской общине в Польше и материальная поддержка бедствующих еврейских художников, для которых устраивались выездные выставки их собственных работ. В 1923 году был официально утверждён устав организации.
Деятельность организации была прервана началом II мировой войны, во время которой погибло большинство деятелей общества. После войны деятельность общества возобновилась. В послевоенное время члены общества в основном занимались поиском и сохранением еврейского художественного наследия.
В 1949 году организация была распущена, а её коллекция еврейского искусства была передана в Еврейский исторический институт.